# Processoppia oudemansi
Processoppia oudemansi är en kvalsterart som först beskrevs av Hammer 1968.  Processoppia oudemansi ingår i släktet Processoppia och familjen Oppiidae. Inga underarter finns listade i Catalogue of Life.